# Государственный секретарь Северного департамента
Государственный секретарь Северного департамента (англ. The Secretary of State for the Northern Department) — бывшая должность в кабинете министров правительства королевства Великобритании до 1782 года. До принятия Акта об унии 1707 года обязанности государственного секретаря относились к английскому правительству, а не британскому. Даже после Унии до 1746 года все ещё был министр по делам Шотландии, при том, что пост был иногда вакантным. Это продолжало предыдущий пост государственного секретаря Шотландии.
До 1782 года обязанности двух британских государственных секретарей были разделены не на основе принципов современных подразделений министерств, но по географическому принципу. Оба отвечали за дела Англии и Уэльса. Более младший государственный секретарь Северного департамента отвечал за отношения с протестантскими государствами Северной Европы. Более старший государственный секретарь Южного департамента отвечал за отношения с католическими и мусульманскими государствами Европы.
В 1782 году оба государственных секретаря были преобразованы в министра внутренних дел и министра иностранных дел.
В XVIII веке государственные секретари Северного департамента, если были пэрами, также часто были лидерами Палаты лордов.

## Государственные секретари Северного департамента в 1660—1782 годах
- сэр Уильям Морис: 27 июня 1660 — 29 сентября 1668;
- сэр Джон Тревор: 29 сентября 1668 — 8 июля 1672;
- Генри Ковентри: 8 июля 1672 — 11 сентября 1674;
- сэр Джозеф Уильямсон: 11 сентября 1674 — 20 февраля 1679;
- Роберт Спенсер, 2-й граф Сандерленд: 20 февраля 1679 — 26 апреля 1680;
- сэр Леолайн Дженкинс: 26 апреля 1680 — 2 февраля 1681;
- Эдуард Конвей, 1-й граф Конвей: 2 февраля 1681 — январь 1683;
- Роберт Спенсер, 2-й граф Сандерленд: 1683—1684;
- Сидни Годольфин: 14 апреля — 24 августа 1684;
- Чарльз Миддлтон, 2-й граф Миддлтон: 24 августа 1684 — 28 октября 1688;
- Ричард Грэм, 1-й виконт Престон: 28 октября — 2 декабря 1688;
- Дэниел Финч, 2-й граф Ноттингем: 5 марта 1689 — 26 декабря 1690;
- Генри Сидней, 1-й виконт Сидней: 26 декабря 1690 — 3 марта 1692;
- Дэниел Финч, 2-й граф Ноттингем: 3 марта 1692 — 23 марта 1693;
- сэр Джон Тренчард: 23 марта 1693 — 2 марта 1694;
- Чарльз Толбот, герцог Шрусбери: 2 марта 1694 — 3 мая 1695;
- сэр Уильям Трамбалл: 3 мая 1695 — 2 декабря 1697;
- Джеймс Вернон: 2 декабря 1697 — 5 ноября 1700;
- сэр Чарльз Хеджес: 5 ноября 1700 — 29 декабря 1701;
- Джеймс Вернон: 4 января — 1 мая 1702;
- сэр Чарльз Хеджес: 2 мая 1702 — 18 мая 1704;
- Роберт Харли: 18 мая 1704 — 13 февраля 1708;
- Генри Бойл: 13 февраля 1708 — 21 сентября 1710;
- Генри Сент Джон, 1-й виконт Болингброк: 21 сентября 1710 — 17 августа 1713;
- Уильям Бромли: 17 августа 1713 — 17 сентября 1714;
- Чарльз Таунсенд, 2-й виконт Таунсенд: 17 сентября 1714 — 12 декабря 1716;
- Джеймс Стэнхоуп: 12 декабря 1716 — 12 апреля 1717;
- Чарльз Спенсер, 3-й граф Сандерленд: 12 апреля 1717 — 2 марта 1718;
- Джеймс Стэнхоуп, 1-й граф Стэнхоуп: 16 марта 1718 — 4 февраля 1721;
- Джон Картерет, 2-й лорд Картерет: 5 — 21 февраля 1721;
- Чарльз Таунсенд, 2-й виконт Таунсенд: 21 февраля 1721 — 16 мая 1730;
- Уильям Стэнхоуп, 1-й лорд Харрингтон: 19 июня 1730 — 12 февраля 1742;
- Джон Картерет, 2-й лорд Картерет: 12 февраля 1742 — 24 ноября 1744;
- Уильям Стэнхоуп, 1-й граф Харрингтон: 24 ноября 1744 — 28 октября 1746;
- Филип Дормер Стэнхоуп, 4-й граф Честерфилд: 29 октября 1746 — 6 февраля 1748;
- Томас Пелэм-Холлс, 1-й герцог Ньюкасл: 6 февраля 1748 — 23 марта 1754;
- Роберт Дарси, 4-й граф Холдернесс: 23 марта 1754 — 25 марта 1761;
- Джон Стюарт, 3-й граф Бьют: 25 марта 1761 — 27 мая 1762;
- Джордж Гренвилл: 27 мая — 9 октября 1762;
- Джордж Монтегю-Данк, 2-й граф Галифакс: 14 октября 1762 — 9 сентября 1763;
- Джон Монтегю, 4-й граф Сэндвич: 9 сентября 1763 — 10 июля 1765;
- Огастес Генри Фицрой, 3-й герцог Графтон: 12 июля 1765 — 14 мая 1766;
- Генри Сеймур Конвей: 23 мая 1766 — 20 января 1768;
- Томас Тинн, 3-й виконт Уэймут: 20 января — 21 октября 1768;
- Уильям Генри Нассау де Цуйлештайн, 4-й граф Рочфорд: 21 октября 1768 — 19 декабря 1770;
- Джон Монтегю, 4-й граф Сэндвич: 19 декабря 1770 — 12 января 1771;
- Джордж Монтегю-Данк, 2-й граф Галифакс: 19 января — 6 июня 1771;
- Генри Говард, 12-й граф Саффолк: 12 июня 1771 — 7 марта 1779;
- Томас Тинн, 3-й виконт Уэймут: 7 марта — 27 октября 1779;
- Дэвид Мюррей, 7-й виконт Стормонт: 27 октября 1779 — 27 марта 1782.